# Лахново (Новгородская область)
Лахно́во — деревня в Новгородском районе Новгородской области, входит в состав Савинского сельского поселения.
Расположена на правом берегу реки Вишера, в болотистой местности в 13 км от деревни Новоселицы. Ближайшие населённые пункты: деревни Волынь, Плашкино, Марково.
| 2010 |
| ---- |
| 8    |

## История
Статус населённого пункта — деревни, на территории Новоселицкого сельсовета, Лахнову придан 26 марта 2003 года, постановлением Новгородской областной Думы № 348-III ОД «О наименовании вновь возникших сельских поселений Новгородского района».
До весны 2014 года деревня входила в состав ныне упразднённого Новоселицкого сельского поселения.